# Pinoy Big Brother
Il Pinoy Big Brother (noto anche come PBB) è un reality show televisivo filippino.

## La trasmissione
Basato sul format olandese Big Brother (la parola Pinoy è un termine colloquiale che sta a significare filippino) prodotto dalla Endemol, nelle Filippine è trasmesso sin dal 2005 dalla rete televisiva ABS-CBN. Come per le altre versioni, i protagonisti dello show sono persone sconosciute (o semi sconosciute) al pubblico, di varia estrazione sociale e collocazione geografica che si confrontano nella vita quotidiana spiati 24 ore su 24 dalle telecamere. Il tipo di programma è pertanto da considerarsi espressione di voyeurismo mediatico, basato sugli istinti narcisistici di chi vi partecipa e chi lo segue. I partecipanti rimangono in una casa per circa 3 mesi o almeno 100 giorni.
Lo show è anche visibile sulla piattaforma televisiva commerciale The Filipino Channel, sempre di proprietà della ABS-CBN, per i filippini in giro nel mondo.

### Regolamento
Il meccanismo di eliminazione nel PBB è l'inverso da quello originale. Ciascuno dei partecipanti sceglie due componenti della casa (in caso di pareggio è lo stesso Big Brother a scegliere chi deve essere nominato) che vorrebbe eliminare. Una volta rivelati i due nominati entra in gioco il pubblico da casa. I due più votati saranno a loro volta votati dal pubblico, che avrà il compito di scegliere chi vuole far rimanere. Chi ottiene il numero minore di voti viene eliminato dalla Casa e dal gioco. Nella settimana finale il partecipante con il maggior numero di voti vincerà il premio finale (soldi, proprietà, un business e una vacanza) e la nomina di Big Winner.
Durante la settimana i personaggi si preparano per una prova settimanale per la quale verranno valutati e dalla quale dipende il loro budget settimanale per la spesa, oppure il ricevimento di premi, cibo o altro.

### Conduttori

#### Attuali
- Bianca Gonzalez (2006-in corso)
- Robi Domingo (2011-in corso)
- Enchong Dee (2015; 2020-in corso)
- Kim Chiu (2018-in corso)
- Melai Cantiveros (2018-in corso)
- Alexa Ilacad (2024-in corso)

#### Precedenti
- Toni Gonzaga (2005-2022)
- Willie Revillame (2005)
- Mariel Rodriguez (2005-2010; 2015)
- Luis Manzano (2006; 2008)
- Jason Gainza (2007)
- Beatriz Saw (2007-2008)
- John Prats (2012)
- Alex Gonzaga (2014; 2018)
- Slater Young (2014)
- Joj & Jai Agpangan (2014)
- Maymay Entrata (2020-2021)
- Richard Juan (2020-2022)
- Sky Quizon (2021-2022)